# Kalyan
Kalyan (Marathi: कल्याण) è una città dell'India situata nel distretto di Thane nel nord-ovest dello stato del Maharashtra. È considerata parte dell'area metropolitana di Mumbai e costituisce con la vicina Dombivali la Corporazione Municipale (Municipal Corporation) di Kalyan-Dombivali.